# Chat noir, chat blanc
Pour plus de détails, voir Fiche technique et Distribution.
Chat noir, chat blanc (Crna mačka, beli mačor / Црна мачка, бели мачор, litt. « chatte noire, chat blanc ») est une comédie yougoslavo-franco-germano-austro-helléno-américaine réalisée par Emir Kusturica, sorti en 1998.

## Synopsis
Matko, un gitan vivant sur les rives du Danube, projette de détourner un train transportant de l’essence entre la Serbie et la Bulgarie. Il demande alors de l’argent à Grga, un parrain de la mafia locale, ancien ami de son père et s’associe à Dadan, un gangster cocaïnomane qui adore la musique techno. Mais Dadan en a décidé autrement et s’approprie le train et l’argent de Matko.
Dadan, que Matko croit en dehors de tout cela, voit alors l’occasion de marier sa sœur cadette, la minuscule Bubamara (« Coccinelle » en serbe). Il demande donc à Matko de marier son fils Zare à Bubamara, en compensation de l’argent qu’il est censé avoir perdu dans l’affaire. Le problème, c’est que Zare en aime une autre, Ida, une jeune fille qui vit elle aussi sur les rives du Danube.
Alors que le mariage va avoir lieu, Zarije, le grand-père de Zare, a la généreuse idée de mourir pour empêcher la cérémonie. Mais Dadan s’en moque et oblige Matko à cacher le corps de son père dans le grenier afin que le mariage soit célébré. L'officier d'état civil a à peine scellé l’union que la mariée préfère s’enfuir avec l’aide de Zare et Ida. Durant sa fuite, elle fait la rencontre du géant Grga Veliki, petit-fils du vieux parrain et en tombe immédiatement amoureuse. Le parrain Grga ordonne alors à Dadan d’offrir sa sœur à son petit-fils afin d’annuler une vieille dette.
Tout rentre dans l’ordre et la communauté s’apprête à célébrer deux nouveaux mariages, celui de Zare avec Ida et celui de Grga Veliki avec Bubamara, mais le parrain Grga décède brutalement d’un arrêt cardiaque. Pour que les noces tant attendues ne soient pas annulées, Dadan décide d’amener le corps de Grga dans le grenier, aux côtés de celui de son vieil ami Zarije. Après quelques heures, les deux grands-pères ressuscitent comme par magie et les deux mariages sont finalement célébrés, celui de Zare et d'Ida en présence du chat noir et du chat blanc… en guise de témoins.

## Fiche technique
- Titre original français : Chat noir, chat blanc
- Titre original serbe : Crna mačka, beli mačor / Црна мачка, бели мачор (littéralement « Chatte noire, chat blanc »[1])
- Titre original allemand : Schwarze Katze, weißer Kater
- Réalisation : Emir Kusturica
- Scénario : Emir Kusturica, Gordan Mihic
- Photographie : Thierry Arbogast et Michel Amathieu
- Montage : Svetolik Mica Zajc
- Musique : No Smoking Orchestra, crédité sous le nom Black Cat, White Cat Orchestra
- Pays de production :  RF Yougoslavie,  France et  Allemagne
- Distributeur : MK2 films[2]
- Langues originales : romani, serbe
- Genre : comédie
- Durée : 127 minutes
- Dates de sortie :
  - Allemagne : 26 septembre 1998
  - France : 30 septembre 1998
  - Belgique : 28 octobre 1998
  - Suisse : 30 octobre 1998

## Distribution
- Bajram Severdžan : Matko Destanov
- Srdjan Todorović : Dadan Karambolo
- Branka Katić : Ida
- Florijan Ajdini : Zare Destanov
- Ljubica Adzović : Sujka la grand-mère
- Zabit Memedov : Zarije Destanov
- Sabri Sulejman : Grga Pitic
- Jasar Destani (VF : Bruno Choël) : Grga Veliki le géant
- Salija Ibraimova : Bubamara (« Coccinelle » en serbe)
- Miki Manojlović : le prêtre héroïnomane

## Production

### Genèse du film
Après avoir réalisé Underground, pour lequel il a obtenu une deuxième Palme d'or, Emir Kusturica se voit proposer par une chaîne de télévision allemande la réalisation d’un documentaire sur la musique tzigane. Alors qu’il se rend sur le lieu de tournage pour préparer le synopsis, il entend une anecdote à propos de la mort d’un grand-père juste avant un mariage dont le corps a été mis dans la glace pour que la cérémonie ait lieu. D'autre part, pendant cette période de travail, il lit des nouvelles de l’écrivain russe Isaac Babel, notamment Banja le roi, tirée des Contes d'Odessa.
Le projet se transforme finalement en un long métrage de fiction qui devient finalement Chat noir, chat blanc (dont un des titres de travail était Musique acrobatique). De retour à Belgrade, il fait appel au scénariste Gordan Mihić, avec qui il a déjà travaillé sur Le Temps des Gitans, et lui demande d’essayer d’écrire un scénario autour de ces deux sources d’inspiration.

### Musique
Le film est agrémenté de la musique d'Emir Kusturica et de son groupe, le No Smoking Orchestra. On peut d'ailleurs apercevoir un membre du groupe, Dejan Sparavalo, en train de jouer du violon au début du film.
La fanfare, qui est omniprésente à l'écran durant toute la durée du film, est le Slobodan Salijević Orchestra, l'une des deux fanfares déjà présentes dans le film Underground.
Dans le film, on entend également les morceaux suivants :
- Where do you go du groupe américain No Mercy (en)
- Nowhere Fast du groupe Fire Inc.
- Money, Money, Money du groupe ABBA
- Le Beau Danube bleu composé par Johann Strauss

#### Bande originale
1. Bubamara (Main Version)
2. Duj Sandale
3. Railway Station
4. Jek Di Tharin II (New Version)
5. Daddy, Don't Ever Die On A Friday
6. Bubamara (Vivaldi Version)
7. Daddy's Gone
8. Long Vehicle
9. Pit Bull
10. El Bubamara Pasa
11. Ja Volim Te Jos / Meine Stadt
12. Bubamara (Tree Stump)
13. Jek Di Tharin
14. Lies
15. Hunting
16. Dejo Dance
17. Bulgarian Dance
18. Bubamara (Sunflower)
19. Black Cat White Cat

## Distinctions
- Mostra de Venise 1998 : Lion d'argent du meilleur réalisateur